# Buchberger Leite

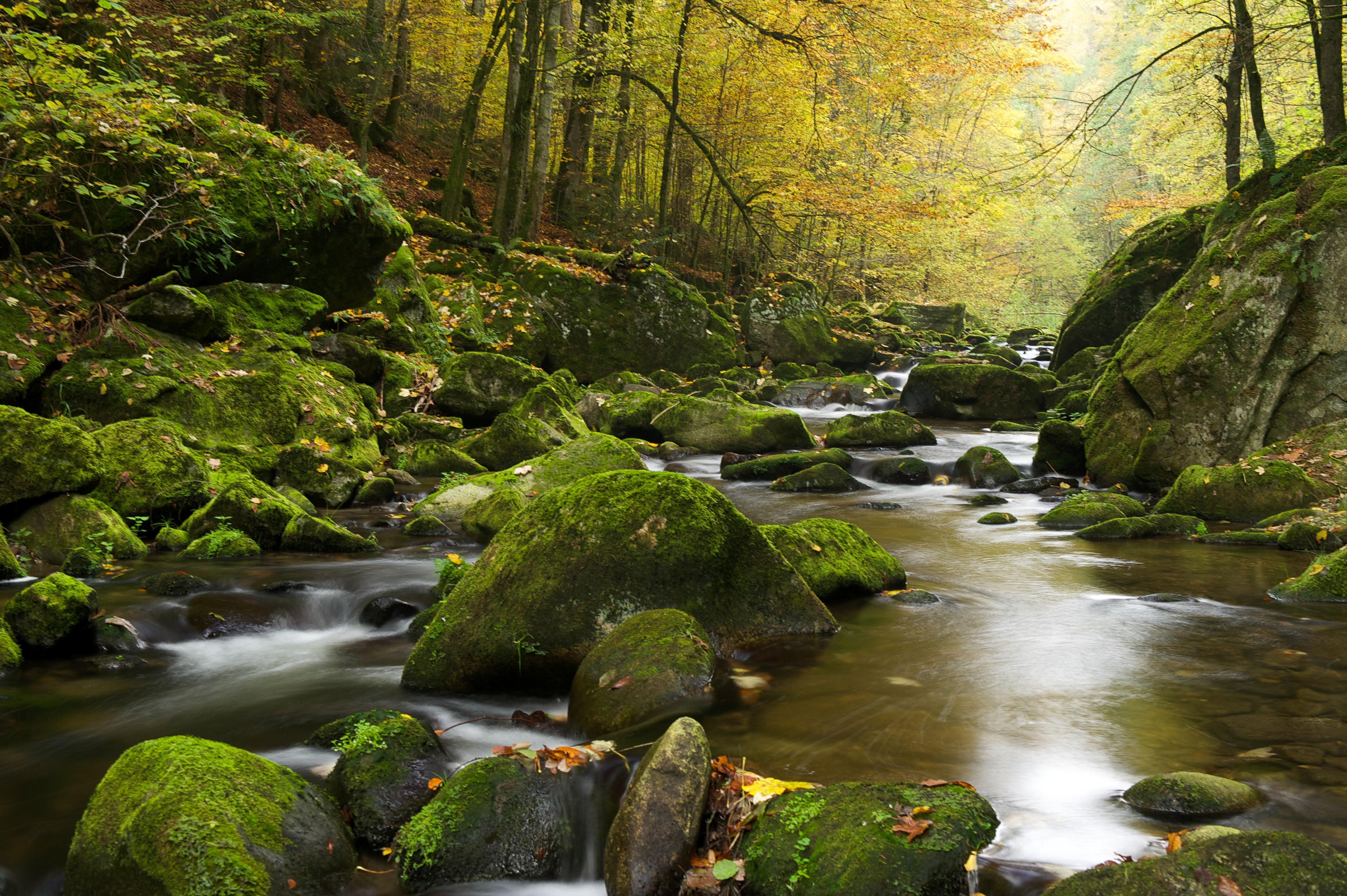
Die Buchberger Leite

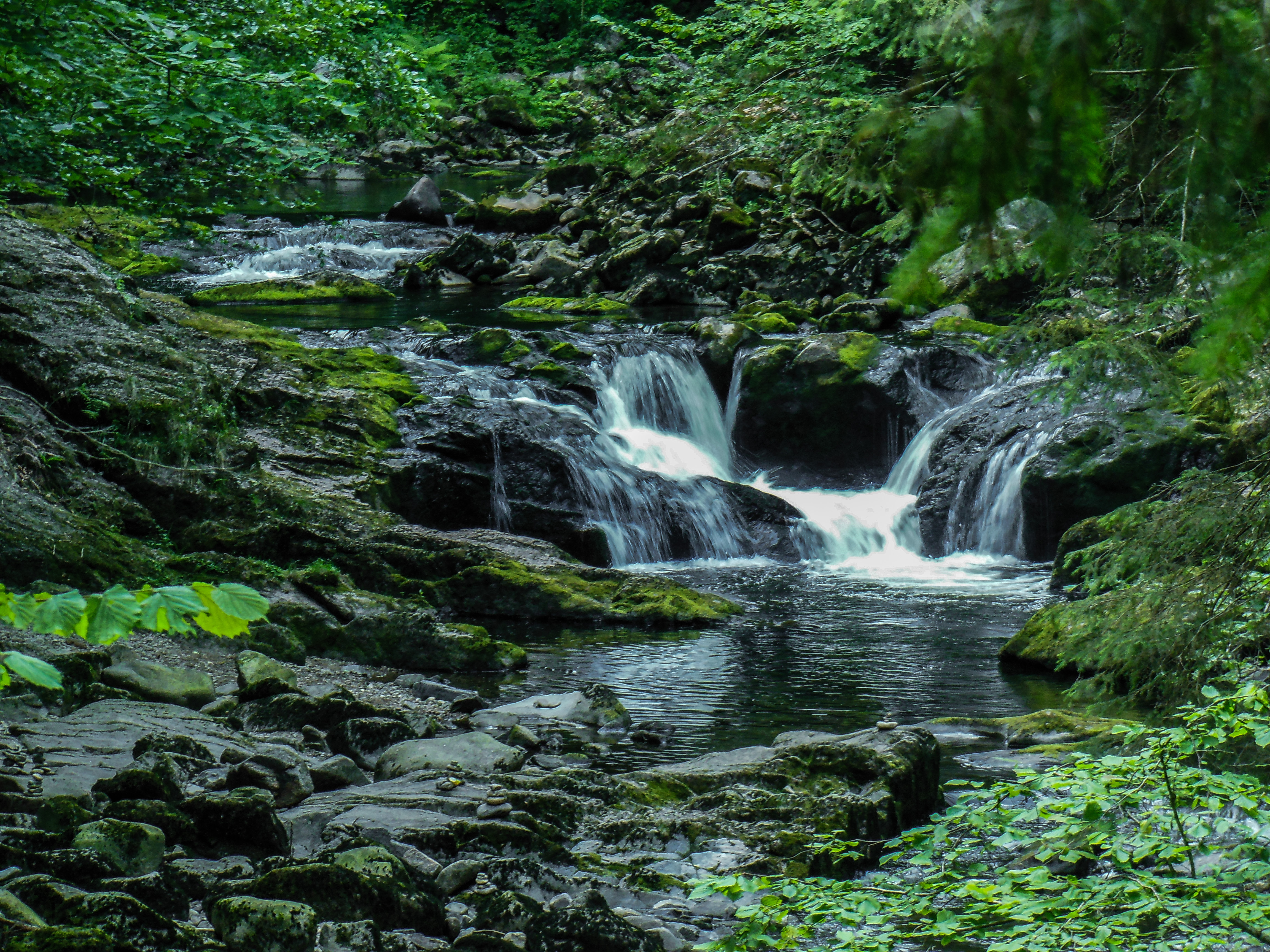
Wilde Wolfsteiner Ohe

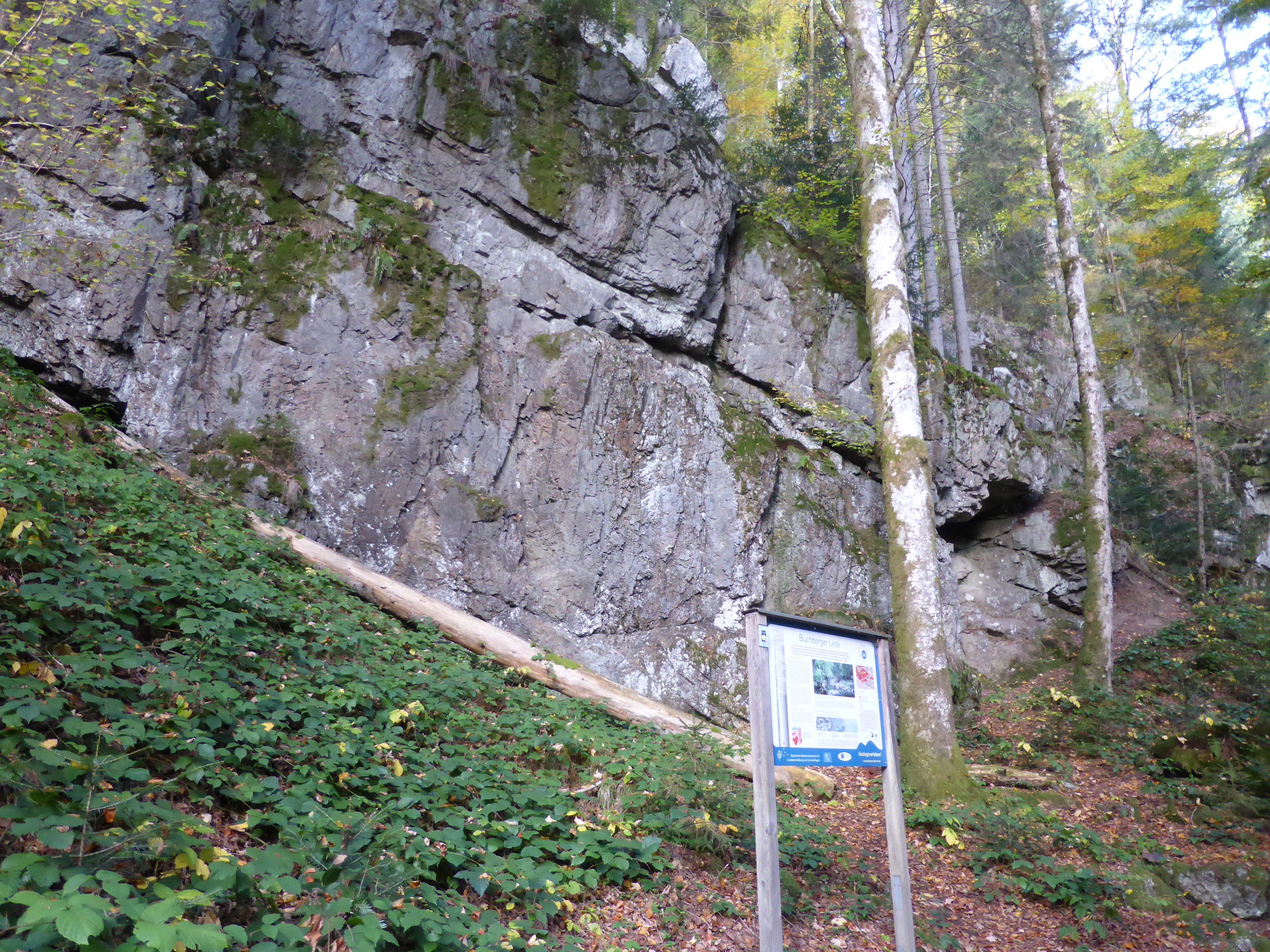
Geotop

Die Buchberger Leite ist eine Schlucht bei Hohenau im niederbayerischen Landkreis Freyung-Grafenau in Bayern. Sie erstreckt sich zwischen Freyung und Ringelai.
Schon 1846 schrieben Bernhard Grueber und Adalbert Müller in ihrem Buch Der bayrische Wald: „Man unterlasse nicht, von Freyung aus das nahe Buchberg zu besuchen, wo die Wasser der Ohe wildrauschend durch eine von senkrechten Wänden eingeschlossene Felsschlucht sich drängen.“
Hier hat sich die Wolfsteiner Ohe nach dem Durchbruch durch die Gesteinsformation Pfahl bis 100 Meter tief in das dunkle Pfahlschiefergestein des Buchberger Nebenpfahls eingegraben. Das am 14. Februar 1961 errichtete Landschaftsschutzgebiet Buchberger und Reschbachleite (offiziell: Schutz des Landschaftsteils Buchberger- und Reschbachleite, im Bereich der Gemeinden Freyung, Hohenau, Kumreut und Wasching, Landkreis Wolfstein) hat eine Größe von 184 Hektar. Die Wildwasserklamm wurde im Jahre 2003 vom Bayerischen Umweltministerium als eines der 100 schönsten Geotope Bayerns ausgezeichnet. Weiter südlich mündet das Gewässer in die Ilz.
Am westlichen der beiden Zugänge zur Schlucht befindet sich das Carbidwerk Freyung. In dessen Nähe liegen die wenigen Überreste der Burg Neuenbuchberg. Diese war seit dem 13. Jahrhundert der Sitz der Puchberger, der später an die Passauer Bischöfe überging. Beim Carbidwerk führt der Wanderweg durch einen kurzen Tunnel und kürzt so eine Flussschleife ab.

## Geotop
Die Schlucht ist vom Bayerischen Landesamt für Umwelt (LfU) als geowissenschaftlich wertvolles Geotop (Geotop-Nummer: 272R003) ausgewiesen. Sie wurde auch vom LfU mit dem offiziellen Gütesiegel Bayerns schönste Geotope ausgezeichnet.